# Rosman Alwi
Rosman Alwi (nascido em 5 de dezembro de 1961) é um ex-ciclista malaio. Representou seu país, Malásia, nos Jogos Olímpicos de Verão de 1984 e 1988.